# Cesare Perdisa
Cesare Giuseppe Perdisa (Bologna, 21 ottobre 1932 – Bologna, 11 maggio 1998) è stato un pilota automobilistico italiano.

## Carriera
Nato in una famiglia agiata, il padre era l'editore Luigi Perdisa, iniziò la sua carriera molto prima degli altri piloti.
Debuttò in Formula 1 nel 1955, nel Gran Premio di Monaco, alla guida di una Maserati. Durante gli anni in cui corse nella categoria ottenne due podi, uno in condivisione con Jean Behra e l'altro con Stirling Moss.
Nel 1957 stava per disputare la 12 Ore di Sebring quando seppe della morte di Eugenio Castellotti, suo amico e con cui avrebbe dovuto dividere la guida, decise di abbandonare la gara. Nonostante avesse affermato che si trattasse di un ritiro momentaneo a causa dello shock subito, nel giro di breve divenne definitivo e Perdisa abbandonò per sempre il mondo delle corse.

## Risultati in Formula 1
| 1955 | Scuderia | Vettura       |  |   |  |   |  |  |  |  |  | Punti | Pos. |
| ---- | -------- | ------------- |  | - |  | - |  |  |  |  |  | ----- | ---- |
| 1955 | Maserati | Maserati 250F |  | 3 |  | 8 |  |  |  |  |  | 2     | 18º  |

| 1956 | Scuderia | Vettura       |  |   |  |   |   |   |    |  |  | Punti | Pos. |
| ---- | -------- | ------------- |  | - |  | - | - | - | -- |  |  | ----- | ---- |
| 1956 | Maserati | Maserati 250F |  | 7 |  | 3 | 5 | 7 | NP |  |  | 3     | 16º  |

| 1957 | Scuderia | Vettura     |   |  |  |  |  |  |  |  |  | Punti | Pos. |
| ---- | -------- | ----------- | - |  |  |  |  |  |  |  |  | ----- | ---- |
| 1957 | Ferrari  | Ferrari 801 | 6 |  |  |  |  |  |  |  |  | 0     |      |

| Legenda | 1º posto     | 2º posto | 3º posto    | A punti         | Senza punti/Non class.  | Grassetto – Pole position Corsivo – Giro più veloce |
| Legenda | Squalificato | Ritirato | Non partito | Non qualificato | Solo prove/Terzo pilota | Grassetto – Pole position Corsivo – Giro più veloce |